# Оук-Гілл (Флорида)
Оук-Гілл (англ. Oak Hill) — місто (англ. city) в США, в окрузі Волусія штату Флорида. Населення — 1986 осіб (2020).

## Географія
Оук-Гілл розташований за координатами 28°53′10″ пн. ш. 80°49′19″ зх. д. / 28.88611° пн. ш. 80.82194° зх. д. (28.886216, -80.822032).  За даними Бюро перепису населення США в 2010 році місто мало площу 30,26 км², з яких 17,02 км² — суходіл та 13,24 км² — водойми. В 2017 році площа становила 28,72 км², з яких 17,55 км² — суходіл та 11,17 км² — водойми.

## Демографія
Згідно з переписом 2010 року, у місті мешкали 1792 особи в 797 домогосподарствах у складі 497 родин. Густота населення становила 59 осіб/км².  Було 1044 помешкання (35/км²).
Расовий склад населення:
| - 83,1 % — білих - 13,9 % — чорних або афроамериканців - 0,5 % — азіатів - 0,4 % — корінних американців |

До двох чи більше рас належало 1,7 %. Частка іспаномовних становила 1,7 % від усіх жителів.
За віковим діапазоном населення розподілялося таким чином: 16,9 % — особи молодші 18 років, 58,6 % — особи у віці 18—64 років, 24,5 % — особи у віці 65 років та старші. Медіана віку мешканця становила 51,5 року. На 100 осіб жіночої статі у місті припадало 102,5 чоловіків;  на 100 жінок у віці від 18 років та старших — 101,2 чоловіків також старших 18 років.
Середній дохід на одне домашнє господарство  становив 55 742 долари США (медіана — 42 778), а середній дохід на одну сім'ю — 62 200 доларів (медіана — 50 000). Медіана доходів становила 46 250 доларів для чоловіків та 34 432 долари для жінок. За межею бідності перебувало 11,5 % осіб, у тому числі 24,6 % дітей у віці до 18 років та 5,9 % осіб у віці 65 років та старших.
Цивільне працевлаштоване населення становило 613 осіб. Основні галузі зайнятості: освіта, охорона здоров'я та соціальна допомога — 19,7 %, будівництво — 16,5 %, науковці, спеціалісти, менеджери — 14,4 %.